# 瓦尔德斯半岛
瓦尔德斯半岛（西班牙語：Península Valdés）是阿根廷南部大西洋海岸的一个半岛，属于丘布特省管辖。面积约3,625平方公里。半岛上土地贫瘠，多盐湖，栖息有美洲鸵、原驼等野生动物。海岸栖息有多种海洋哺乳动物，如南美毛皮海狮、海象、南露脊鲸等。1999年被联合国教科文组织列入世界遗产。
- 賞鯨
- 賞鯨
- 正在翻腾的南露脊鲸
- 麦哲伦企鹅
- 犰狳
- 野生原驼
- 海狮